# SMS Yorck
El SMS Yorck  fue el segundo y último de los cruceros acorazados de la clase Roon construidos para la Armada Imperial Alemana. El Yorck recibió su nombre en memoria de Ludwig Yorck von Wartenburg, un mariscal de campo prusiano. Fue puesto en grada en febrero de 1903 en los astilleros Blohm & Voss de Hamburgo, y sus obras finalizaron en 1905, con un coste total de 16 241 000 marcos.
El buque tuvo una corta carrera durante la Primera Guerra Mundial. Durante el ataque a Scarborough, Hartlepool y Whitby, se cometió un error de navegación en su retorno a la bahía de Jade, y accidentalmente se adentró en una zona minada defensiva de Alemania. El buque se hundió rápidamente con la pérdida de 336 de sus tripulantes.

## Historial de servicio

### Tiempo de paz
El Yorck fue botado el 14 de mayo de 1904 y asignado a la Armada Imperial Alemana en noviembre de 1905. Al acto de entrega acudió el Mariscal Wilhelm von Hahnke, que pronunció las siguientes palabras

"Según un antiguo dicho, si vis pacem, para bellum— El que quiera paz, debe prepararse para la guerra... El armamento y las máquinas del Yorck deben ser operados por hombres con corazón de hierro y voluntad de hierro, hombres que no conocen otra orden que poner en peligro sus vidas cuando el poderío, la grandeza y el honor de pueblo alemán lo requieran."

Desde el 1 de octubre de 1911 hasta el 26 de enero de 1912, Franz von Hipper, que posteriormente sería comandante en jefe de la Armada Alemana, sirvió en este buque como oficial al mando. El 4 de marzo de 1913, el Yorck colisionó accidentalmente con el torpedero S178 durante unas maniobras. El Yorck sufrió solo daños menores, pero el S178 se hundió en pocos minutos con la pérdida de la vida de 66 de sus tripulantes. El Yorck y el acorazado Oldenburg consiguieron rescatar sólo a 15 hombres.
El Yorck fue dado de baja y puesto en reserva en mayo de 1913, y gran parte de su tripulación fue transferida al nuevo crucero de batalla Seydlitz. Tras el inicio de la Primera Guerra Mundial, el Yorck fue devuelto al servicio activo el 12 de agosto de 1914 y destinado al III Grupo Explorador.

### Primera Guerra Mundial
Desde el 2 al 4 de noviembre, el Yorck permaneció en el estuario de Jade, listo para navegar en apoyo del I o del II Grupo Explorador, que estaban realizando un ataque sobre Yarmouth en la costa de Inglaterra. El 4 de noviembre, el Yorck levó anclas y se dirigió a Wilhelmshaven sin recibir autorización. En una densa niebla, se adentró en una zona minada y señalizada mediante boyas e impactó contra dos minas alemanas. El Yorck volcó y se hundió con la pérdida de 336 tripulantes. Dificultado por la densa niebla, el buque de defensa costera SMS Hagen fue capaz de rescatar 381 tripulantes del agua.
En diciembre de 1914, el comandante del Yorck fue juzgado por un consejo de guerra y encontrado culpable de negligencia y de no cumplir las órdenes. El pecio del Yorck suponía un peligro para la navegación, por lo que fue parcialmente retirado entre 1929 y 1930. Posteriores operaciones de salvamento tuvieron lugar en 1965 y 1982.

### Buques de la clase
- SMS  Roon

### Listas relacionadas
- Anexo:Cruceros acorazados por país

- Datos: Q569340
- Multimedia: SMS Yorck (ship, 1904) / Q569340